# Stilobezzia browni
Stilobezzia browni är en tvåvingeart som beskrevs av Wirth och Giles 1990. Stilobezzia browni ingår i släktet Stilobezzia och familjen svidknott.
Artens utbredningsområde är Fiji. Inga underarter finns listade i Catalogue of Life.